# Kuzniecowo (rejon lebiażjewski)
Kuzniecowo (ros. Кузнецово) – wieś (dieriewnia) w Rosji, w obwodzie kurgańskim, w rejonie lebiażjewskim. W 2010 liczyła 62 mieszkańców.